# Jerzy Stanek

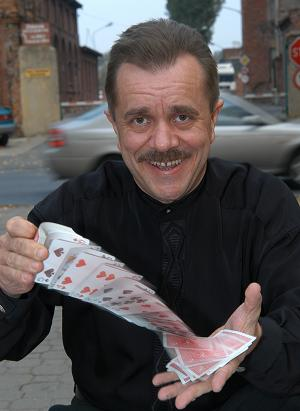
Jerzy Stanek

Jerzy Stanek (ur. 20 kwietnia 1957 w Tarnowie) – polski iluzjonista, przewodniczący Krajowego Klubu Iluzjonistów.
Absolwent Państwowej Szkoły Muzycznej w klasie fortepianu oraz Uniwersytetu Łódzkiego (filologia germańska).
Członek Krajowego Klubu Iluzjonistów od 1980 roku. W 1989 roku laureat III nagrody w kategorii iluzji scenicznej (Kongres Iluzjonistów Łódź '89). W tym samym roku zdał egzamin dla artystów estradowych przed Komisją Ministerstwa Kultury i Sztuki zdobywając certyfikat uprawniający do wykonywania zawodu iluzjonisty. Autor muzyki i wykonawca „Piosenki Iluzjonisty” (hit Światowego Kongresu Iluzjonistów F.I.S.M w Madrycie w 1985 roku, tekst piosenki przetłumaczono na kilka języków, opublikowano między innymi w kongresowym katalogu oraz we włoskim czasopiśmie dla iluzjonistów „Il Prestigiatore Moderno”).
Wielokrotnie prezentował magiczne efekty w filmie (między innymi „Nie zasmucę serca twego” reż. Jan Jakub Kolski, „Gdańsk – 39” reż. Zbigniew Kuźmiński, „Zwierzenia clowna” reż. M. Dutkiewicz, „Przyspieszenie” reż. Z. Rebzda, „Ostatni dzwonek” reż. W. Strzemżalski, „Nocne graffiti” reż. M. Dutkiewicz) oraz w reklamówkach telewizyjnych.
Był konsultantem efektów iluzjonistycznych w sztukach teatralnych: „Piękna z laguny”, „Jeszcze jeden do puli” (Teatr Powszechny w Łodzi), „Napój miłosny” (Teatr Wielki w Łodzi), „Mistrz i Małgorzata” (Teatr Nowy w Łodzi).
Wystąpił w kilkudziesięciu programach telewizyjnych (między innymi „Kawa czy herbata?”, talk-show „Na każdy temat”, „Herbatka u Tadka”, „Nocne rozmowy z Jackiem Żakowskim”, „Joker”, „Ja tylko pytam”, „Miasto kobiet”, „Pytanie na śniadanie”, „Śniadanie na podwieczorek”, „Dzień Dobry TVN”).
W 2007 roku został laureatem Nagrody Prezydenta Miasta Łodzi w dziedzinie kultury.
Od wielu lat jest organizatorem międzynarodowych Kongresów Iluzjonistów oraz konferansjerem podczas spektakli galowych. Ma na koncie ponad 2000 występów. Zna pięć języków: niemiecki (był nauczycielem w Liceum Ogólnokształcącym w Konstantynowie Łódzkim), angielski, francuski, rosyjski i szwedzki.